# Malartic
Malartic ist eine Kleinstadt im Nordwesten der kanadischen Provinz Québec. Malartic liegt in der Verwaltungsregion Abitibi-Témiscamingue am See Lac Osisko in der Gemeinde La Vallée-de-l’Or. Der Ort liegt an der Quebec Route 117, 80 Kilometer östlich von Rouyn-Noranda.

## Wirtschaft
Die Wirtschaft der Stadt baut auf den Goldvorkommen auf, die seit 1928 um die Stadt gefunden wurden. 1935 wurden die Canadian Malartic Gold Mines eröffnet. Zusammen mit Eastern Malartic und Malartic Goldfields, die 1937 und 1939 den Betrieb aufnahmen, stellten sie Québecs größte Goldminen dar. Um 1950 zählte die Stadt um die 7000 Einwohner. 1965 wurden Canadian Malartic und Malartic Goldfields geschlossen. Die Schließung der Minen Barnat und East Malartic folgte in den 1980er Jahren. Die Beschäftigungsmöglichkeiten der Region gingen stark zurück, was zu Abwanderung und wirtschaftlichem Abschwung führte.
2008/2009 führte Osiko Mining Bodenuntersuchungen durch, bei denen ein großes Goldvorkommen unter einem Teil der Stadt festgestellt wurde. Um dieses Potential abbauen zu können, siedelte die Firma bereits vor der Genehmigung durch die Regierung Québecs ca. 200 Gebäude an das andere Ende der Stadt um. Der kommerzielle Abbau in der größten offene Goldmine Kanadas begann im Mai 2011. Seit der Eröffnung der Mine verzeichnete die Gemeinde ein Wachstum um 800 Einwohner. Zahlreiche neue Gebäude, darunter eine Schule und ein Altenheim, wurden vom Minenbetreiber Osiko errichtet.

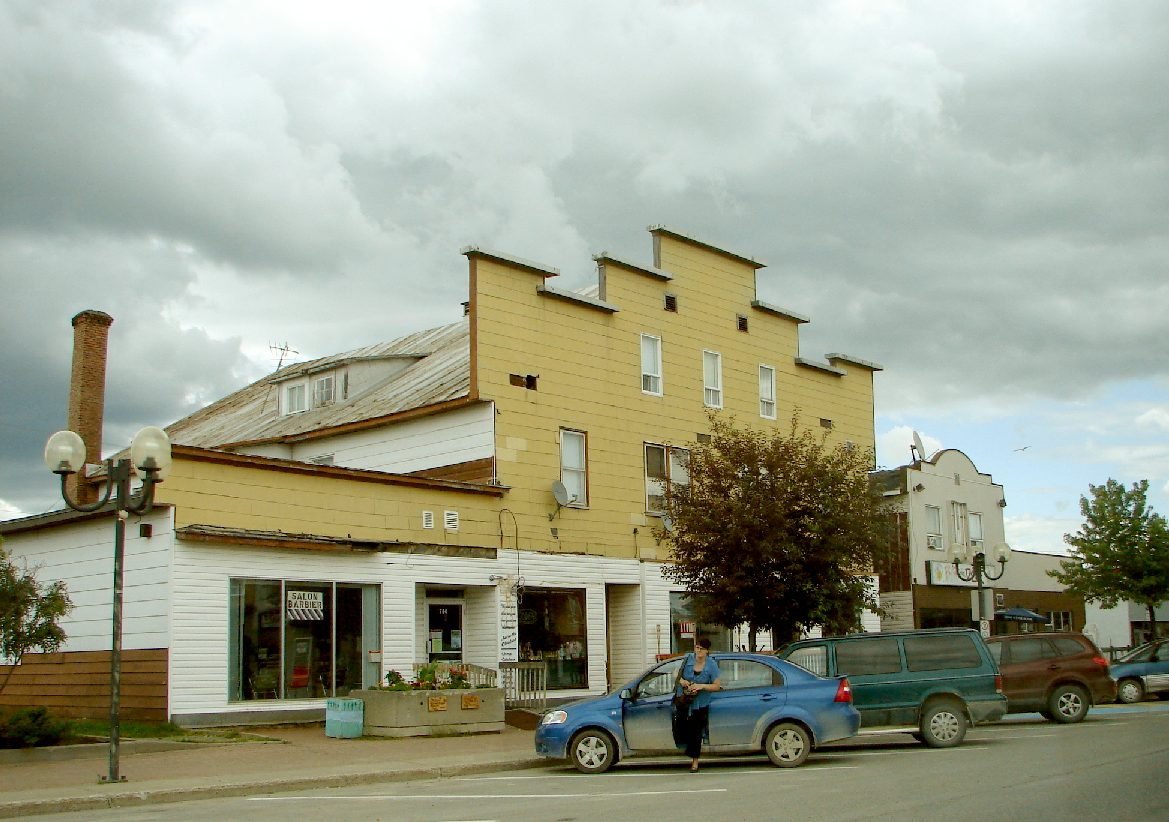
Malartic

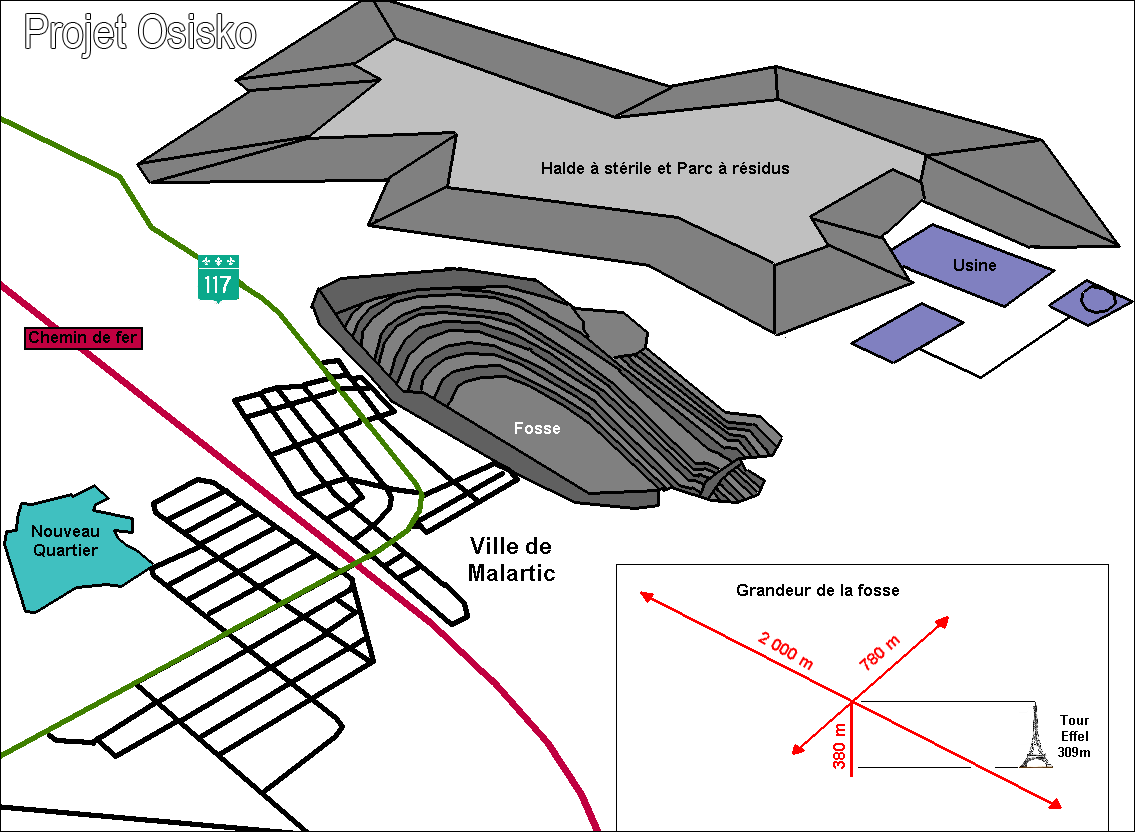
Das neue Minengelände südlich der Stadt. Neues Viertel.

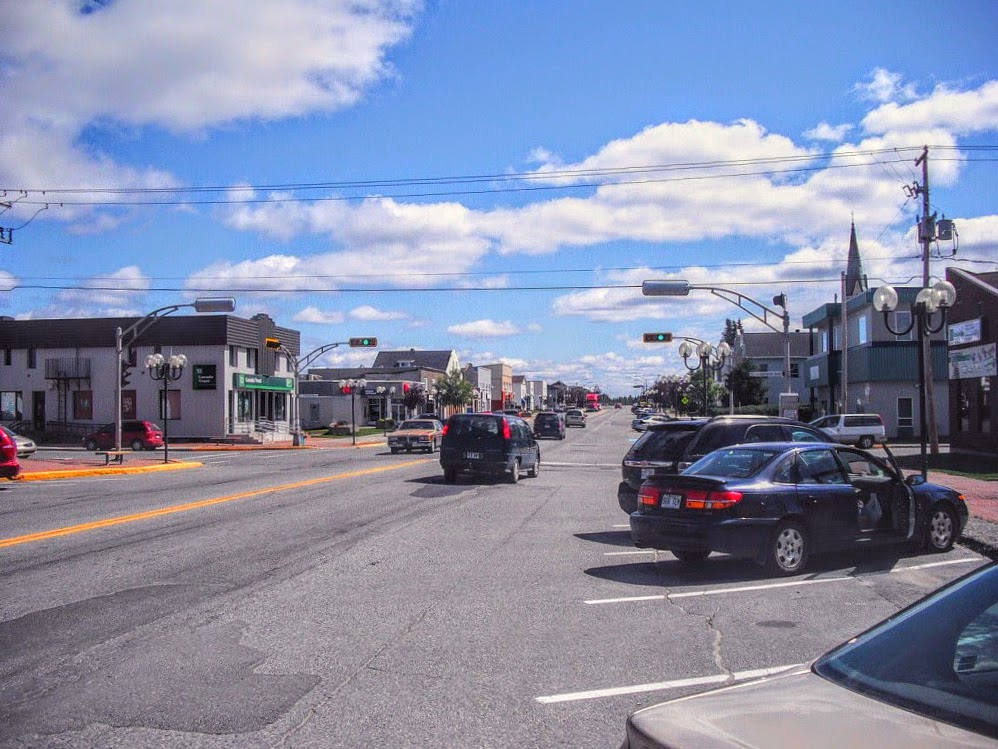
Stadtzentrum von Malartic

## Demographie
Einwohnerzahlen:
- 2016: 3377[1]
- 2011: 3449[5]
- 2006: 3640[6]
- 2001: 3704[6]
- 1996: 4154
- 1991: 4326

Muttersprache:
- Englisch als Muttersprache: 4,2 %
- Französisch als Muttersprache: 90,3 %
- Englisch und Französisch als Muttersprachen: 0,6 %
- Andere Muttersprachen: 4,9 %

## Söhne und Töchter der Stadt
- Michel Brière (1949–1971), Eishockeyspieler